# Arnac-sur-Dourdou
Arnac-sur-Dourdou település Franciaországban, Aveyron megyében. Lakosainak száma 44 fő (2022. január 1.). Arnac-sur-Dourdou Brusque, Mélagues, Castanet-le-Haut és Murat-sur-Vèbre községekkel határos.

## Népesség
A település népessége az elmúlt években az alábbi módon változott:
| Lakosok száma | 87   | 48   | 55   | 24   | 37   | 36   | 34   | 36   | 36   | 44   |
|               | 1968 | 1982 | 1990 | 2006 | 2013 | 2015 | 2017 | 2019 | 2020 | 2022 |